# Lista över insjöar i Ekerö kommun
Detta är en lista över sjöar i Ekerö kommun baserad på sjöns utloppskoordinat. Om någon sjö saknas, kontrollera grannkommunens lista eller kategorin Insjöar i Ekerö kommun.

## Lista
| Namn      | Koordinat                                     | Sjöid         | VYID          | Yta (km²) | Strandlinje (km) | Höjd (m) | Maxdjup (m) | Volym (m³) | HARO  | Natura 2000 |
| --------- | --------------------------------------------- | ------------- | ------------- | --------- | ---------------- | -------- | ----------- | ---------- | ----- | ----------- |
| Igelviken | 59°21′53″N 17°42′13″Ö / 59.36477°N 17.70362°Ö | 658371-160880 | 658421-160795 | 0,47      | 4,12             | 1        |             |            | 61000 |             |
| Snorran   | 59°23′25″N 17°35′44″Ö / 59.39036°N 17.59557°Ö | 658749-160156 | 658689-160173 | 0,028     | 0,901            | 0        |             |            | 61000 |             |